# Rayitu
Rayitu (également orthographié Raytu) est un woreda du sud de l'Éthiopie  situé dans la zone Est Bale de la région Oromia. Il a 33 169 habitants en 2007, son centre administratif est Dhedecha Bela.
Bordé par les woredas Dawe Kachen, Ginir et Seweyna et par la région Somali, le woreda fait partie de la zone Est Bale récemment détachée de la zone Bale. Son centre administratif est Dhedecha Bela,.
Une localité appelée Raytu[à vérifier] se trouverait par ailleurs au centre du woreda.
Le woreda a 33 169 habitants au recensement de 2007, dont près de 10 % de population urbaine,.
Dhedecha Bela, qui a 3 204 habitants en 2007 est la seule agglomération recensée dans le woreda.
En 2022, la population du woreda est estimée à 48 533 personnes avec une densité de population de 9 personnes par km2 et 5 256 km2 de superficie.